# Низкоскоростные компьютерные сети

Низкоскоростные компьютерные сети обеспечивают передачу данных на скорости до 10 Мбит/с.
Низкоскоростные сети могут быть построены на основе проводных и беспроводных сетей.
При реализации проводных технологий, низкоскоростные технологии реализованы:
- В телефонных сетях (обычно скорость передачи находится в пределах от 14 Кбит/с до 56 Кбит/c).
- При соединении компьютеров с помощью витой пары по стандарту Ethernet[2] (скорость передачи данных 10Мбит/с).
- При соединении компьютеров с помощью коаксиального кабеля по стандарту Ethernet (скорость передачи данных 10Мбит/с).

При реализации беспроводных технологий, низкоскоростные технологии реализованы:
- В спутниковом радиоканале связи (скорость передачи данных 5 Мбит/с).
- В инфракрасном порте (оптическая линия связи, которая использует инфракрасный диапазон световых волн для передачи данных, в первых реализациях: SIR (HPSIR) – Serial InfraRed – скорость до 115200 бит/с, MIR – Medium InfraRed – скорость до 1,152 Мбит/с, FIR – Fast InfraRed – скорость до 4 Мбит/с).
- При использовании сетей, построенных на технологии Bluetooth первых поколений (Bluetooth 1 Bluetooth 2 + EDR со скоростью до 3 Мбит/с).
- При использовании сетей, построенных на технологии Wi-Fi первых поколений (протоколы Wi-Fi 802.11a Wi-Fi 802.11b со скоростью до 11 Мбит/с).
- Технологии передачи данных по каналам сотовой связи (GPRS, EDGE, 3G)